# 立山町立雄山中学校
立山町立雄山中学校（たてやまちょうりつ おやまちゅうがっこう）は、富山県立山町にある公立中学校。

## 校舎概要
- 校舎 - RC造3階建て、延床面積8,880.55m2[2]。校舎は立山連峰にマッチするよう、屋根は瓦葺、外壁は白とグレーを基調とした[3]。
- 体育館 - RC造3階建て、延床面積3,760.92m2[2]。1階に武道場とピロティ―、2階に2,454m2のフロア、3階はランニング走路とトレーニング室、クラブハウスなどを備える[4]。

## 沿革
- 1947年（昭和22年）4月1日 - 雄山、釜ヶ渕、高野、利田、中央の5町村の学校組合立雄山中学校設として発足。同年4月22日、五百五小学校（現・立山町立立山中央小学校）講堂にて開校式（当時の在籍者は767名）。3年生は高野小学校、2年生は下段小学校、1年生は五百五小学校および青年学校で授業[5]。
- 1948年（昭和23年）12月1日 - 第1期工事落成、校歌制定[6]。
- 1949年（昭和24年）
  - 10月8日 - 校旗樹立[6]。
  - 10月10日 - 新運動場で初めての運動会[6]。
- 1950年（昭和25年）3月 - 通学生のために榎町駅の駅舎が竣工[6]。
- 1952年（昭和27年）10月7日 - 運動場拡張[6]。
- 1954年（昭和29年）
  - 1月10日 - 雄山町、利田村、上段村、東谷村、釜ケ渕村、立山村の一町五村が合併し立山町となり立山町・新川村学校組合立となる。
  - 7月10日 - 立山町が新川村を編入したため、立山町立雄山中学校となる[6]。
- 1961年（昭和36年）
  - 1月2日 - 新校歌制定[6]。
  - 4月1日 - この時点での在校生徒数は1,512人（1980年時点での最高）[6]。
  - 12月13日 - 1:55雄山中学校より出火、木造2階本館、木造平屋建西側校舎、体育館、鉄筋コンクリート建講堂の計4棟（約5,000m2）、近隣15世帯を合わせて19棟消失、1世帯半焼[7][8][9]。焼け残ったのは後館特別教室のみで、3年生がそこで授業を実施、1年生は立山中央小学校北部教場、2年生は同南部教場を仮校舎とする[6]。
- 1963年（昭和38年）2月7日 - 新校舎へ2、3年生を収容[6]。
- 1964年（昭和39年）- 校舎3期工事完成。同年10月14日、全生徒が新校舎で授業開始[6]。
- 1965年（昭和40年）2月1日 - 完全給食実施[6]。
- 1968年（昭和43年）8月9日 - 学習個別化教育全国大会（全国プログラム学習研究会）の会場となる[6]。
- 1972年（昭和47年）4月1日 - 学区変更により岩峅小学校の卒業生が入学[6]。
- 1973年（昭和48年）- 旧立山中学校(現富山市小見)の立山町芦峅寺地区生徒転入
- 1997年（平成9年）6月21日 - 3代目にあたる現校舎竣工[3][10]（建替の為立山中央小学校北側から西側に移転、校舎跡地はグランドとなる、旧グランドは2000年富山国体ソフトボール会場(町民グランド)として整備される）
- 2000年（平成12年）1月21日 - 体育館の完成式。隣接して立山町教育センターも完成[4]。
- 2004年（平成16年）- 立山町立上東中学校（2004年3月20日閉校[11]）が、立山町立雄山中学校と統合
- 2009年（平成21年） - 太陽光発電設備を設置[2]。
- 2011年（平成23年） - 空調設備を設置[2]。
- 2015年（平成27年） - 体育館の天井等耐震化[2]。
- 2019年（平成31年/令和元年） - 再エネ設備を導入[2]。

## 校訓
2021年(令和3年)７月、校歌の４つの各連から、それぞれ一節を引いたものを校訓とし各教室の正面に校訓額が設置されている
「かざせよ高き理想　たずねよ深き真理　かさねよ厚き工夫　鍛えよ強き身体」

## 通学区域
立山中央小学校・立山北部小学校・高野小学校・利田小学校・日中上野小学校・新瀬戸小学校(休校)・釜ヶ渕小学校・立山小学校・立山芦峅小学校(休校)
各校下

## 周辺
- 立山町立立山中央小学校
- 富山地方鉄道立山線榎町駅

## 著名な出身者
- 野嶋良（サッカー選手）
- 向翔一郎（柔道選手）
- 坂東眞理子